# Via Flavia
Die Via Flavia wurde 78 n. Chr. unter Vespasian (Titus Flavius Vespasianus) erbaut. Sie war eine Römerstraße und verlief von Aquileia, Triest (Tergeste) und überquerte weiter südlich die Täler der Rižana bei Koper (Aegida), der Dragonja sowie das Draga-Tal und führte unweit der Adriaküste über Bale (Castrum Vallis), Vodnjan (Vicus Attinianum) nach Pula (Colonia Iulia Pollentia Herculanea) durch das westliche Istrien.